# Vučak
Vučak is een plaats in de gemeente Donja Stubica in de Kroatische provincie Krapina-Zagorje. De plaats telt 484 inwoners (2001).